# Siervas de la Santísima Trinidad
La Congregación Siervas de la Santísima Trinidad (oficialmente en italiano: Congregazione delle Ancelle della Santissima Trinità) es una congregación religiosa católica femenina de derecho pontificio, fundada por la religiosa italiana Giuseppina Fasolo en Rovigo, el 29 de septiembre de 1935. A las religiosas de este instituto se les conoce como Siervas de la Santísima Trinidad de Rovigo y posponen a sus nombres las siglas A.S.T.R.O.

## Historia
Giuseppina Fasolo y otras seis compañeras, con la ayuda del sacerdote Agostino Partesani, inicaron a hacer vida en común, el 29 de septiembre de 1935, en la ciudad de Rovigo (Italia), con el fin de llevar vida contemplativa, ofreciéndose a la Santísima Trinidad, como víctimas en favor de las vocaciones sacerdotales. En 1950 aceptaron llevar a cabo algunas obras de tipo asistencial, sin alejarse por ello de su estilo de vida contemplativo. Giuseppina Fasolo, que tomó el nombre de María Asunta de la Santísima Trinidad, fue la superiora general hasta su muerte (1962). Entre 1959 y 1961 se fundaron las primeras casas fuera de Rovigo, a saber Roma y Frosinone. El instituto fue aprobado por la Santa Sede el 22 de febrero de 1950.

## Organización
La Congregación de Siervas de la Santísima Trinidad es un instituto religioso centralizado, de derecho pontificio, cuyo gobierno recae en la Superiora general, coadyuvada por su consejo. El gobierno es elegido para un periodo de seis años. La casa general se encuentra en Rovigo.
Las Siervas de la Santísima Trinidad de Rovigo observan a la clausura episcopal y en 2015, eran unas 22 religiosas y contaban con dos comunidades, presentes en Italia y Brasil.